# Chà Vàl
Chà Vàl is een xã in het district Nam Giang, een van de districten in de Vietnamese provincie Quảng Nam. Chà Vàl heeft ruim 2000 inwoners op een oppervlakte van 128,4 km².
Een belangrijke verkeersader is de Quốc lộ 14D.